# Lobelia schimperi
Lobelia schimperi är en klockväxtart som beskrevs av Ferdinand von Hochstetter och Achille Richard. Lobelia schimperi ingår i släktet lobelior, och familjen klockväxter.
Artens utbredningsområde är Etiopien. Inga underarter finns listade i Catalogue of Life.